# Ross Dunkerton
Ross Dunkerton (Perth, 16 de julio de 1945) es un piloto de rally australiano de la región de Australia Occidental.
Dunkerton ganó el Campeonato Asia-Pacífico de Rally de 1991 y 1992 con un Mitsubishi Galant VR-4. Siendo también ganador del Campeonato de Australia de Rally en 1975, 1976, 1977, 1979 y 1983. Dunkerton uno de los tres pilotos de rally australianos que consiguieron una valoración FIA A (los otros fueron Chris Atkinson y Cody Crocker), y considerado el más exitoso de Australia.
Ross se casó con su mujer, Lisa, y tuvo dos hijos, Aaron y Flynn.
En la actualidad, Dunkerton tiene un Lancer Evolution IX RS Ralliart turboalimentado.
En 2017 Dunkerton fue arrestado y posteriormente sentenciado por agresión a una mujer.

## Resultados en competición
| Temporada | Campeonato                        | Posición | Coche                  | Equipo              |
| --------- | --------------------------------- | -------- | ---------------------- | ------------------- |
| 1975      | Australian Rally Championship     | 1º       | Datsun 240Z            |                     |
| 1976      | Australian Rally Championship     | 1º       | Datsun 260Z            |                     |
| 1977      | Australian Rally Championship     | 1º       | Datsun 260Z            |                     |
| 1979      | Australian Rally Championship     | 1º       | Datsun Stanza          |                     |
| 1983      | Australian Rally Championship     | 1º       | Datsun 1600            |                     |
| 1987      | Malaysian Rally Championship      | 1st      | Ford Laser TX3 4WD     |                     |
| 1989      | World Rally Championship          | 64.º     | Mitsubishi Galant VR-4 | Mitsubishi Ralliart |
| 1989      | Australian Rally Championship     | 5º       | Mitsubishi Galant VR-4 | Mitsubishi Ralliart |
| 1990      | World Rally Championship          | 20º      | Mitsubishi Galant VR-4 | Mitsubishi Ralliart |
| 1991      | Campeonato Asia-Pacífico de Rally | 1º       | Mitsubishi Galant VR-4 | Mitsubishi Ralliart |
| 1991      | Australian Rally Championship     | 6º       | Mitsubishi Galant VR-4 | Mitsubishi Ralliart |
| 1991      | World Rally Championship          | 40.º     | Mitsubishi Galant VR-4 | Mitsubishi Ralliart |
| 1992      | Campeonato Asia-Pacífico de Rally | 1º       | Mitsubishi Galant VR-4 | Mitsubishi Ralliart |
| 1992      | Australian Rally Championship     | 7º       | Mitsubishi Galant VR-4 | Mitsubishi Ralliart |
| 1992      | World Rally Championship          | 16º      | Mitsubishi Galant VR-4 | Mitsubishi Ralliart |
| 1993      | Australian Rally Championship     | 7º       | Mitsubishi Lancer RS-E | Mitsubishi Ralliart |
| 1993      | World Rally Championship          | 24º      | Mitsubishi Lancer RS-E | Mitsubishi Ralliart |
| 1994      | Australian Rally Championship     | 2º       | Mitsubishi Galant VR-4 |                     |